# Sumerki ženskoj duši
Sumerki ženskoj duši (Сумерки женской души), noto occasionalmente in Italia con i titioli Crepuscolo di un animo femminile o Il crepuscolo dell'anima di una donna, è un film del 1913 diretto da Evgenij Bauėr.

## Trama
Vera trova il sorriso solo quando sua madre, la contessa Dubovskaja, presidentessa della società filantropica, la invita per la prima volta a prendere parte ad una delle sue attività di sostegno alla popolazione povera: ella sente che tale occupazione potrebbe sollevarla dalla noia che prova nella società aristocratica cui è abituata.
Madre e figlia visitano, fra gli altri, tale Maksim Petrov, che rimane colpito dall'avvenenza di Vera, e il giorno dopo, con un pretesto, la richiama a casa sua. Vera accorre, con l'unico risultato di essere violentata da Maksim.
Vera perde il sorriso, quindi. Lo ritrova solo qualche tempo dopo, quando è promessa sposa del principe Dol'skij, al quale tenta diverse volte di rivelare la propria disavventura passata, e dal quale riceve preventivamente ampie assicurazioni che qualunque cosa fosse avvenuto non avrebbe mai potuto minare il suo amore per lei.
A causa di vicissitudini varie, Vera riesce a raccontare la propria triste esperienza passata a Dol'skij solo quando i due sono novelli sposi. A dispetto delle rassicurazioni precedentemente date, il principe – venendo a sapere che sua moglie, insieme alla quale aveva costruito una relazione non irrilevante, semplicemente non è vergine - reagisce con una ignobile scenata. Vera, esterrefatta, dopo avergli semplicemente risposto: "Mi fai pena", lascia seduta stante la casa coniugale per destinazione ignota.
Ci vorrà non poco tempo – un anno, che Dol'skij trascorre in occupazioni non diverse da quelle che aveva imputato alla moglie – prima che il principe rinsavisca, e si metta a ricercare Vera. Egli si rivolge ad un investigatore privato, dal quale riesce solo a sapere che la donna si era trasferita all'estero. Vera infatti, con un nome d'arte, era diventata una cantante lirica di successo.
Dol'skij segue invano le tracce della donna, per ritornare, considerevole tempo dopo, in Russia. Un amico lo invita all'opera, e qui il principe ritrova infine Vera, sul palcoscenico. Raggiuntola nel camerino, le chiede perdono. Troppo tardi, sono passati tre anni, Vera non prova più niente per lui.
Dopo essere stato congedato dalla donna, il principe Dol'skij è colto da malore e si accascia al suolo.